# Tequila (canción)
«Tequila» es un tema de rock and roll instrumental de 1958, grabado por The Champs. 
La palabra "tequila" se repite tres veces a lo largo de la canción, la primera a los 52 segundos de la canción, la segunda en el 1:35 de la canción y la última en el minuto 2:08, teniendo un distancia de 43 segundos entre la primera y la segunda y una distancia de 33 segundos entre la segunda y la última. En su época, "Tequila" alcanzó los primeros lugares en las preferencias del público (tanto en pop como R&B), y continúa siendo una fuerte referencia en la cultura popular de nuestros días. Este tema se convirtió en la única canción famosa de The Champs, relegándolos a la condición de one-hit wonder.  
En 1959 fueron galardonados con el premio Grammy a la mejor canción R&B.

## Versiones
"Tequila" ha tenido innumerables versiones a lo largo de las últimas décadas. Entre otras, cabe destacar:
- El guitarrista de jazz Wes Montgomery grabó una versión en su álbum de 1966 Tequila de Verve Records.
- Dr. Feelgood versionó este tema en su álbum debut de 1974 Down by the Jetty.
- El guitarrista de jazz Larry Carlton grabó una versión de esta canción en su álbum 1983 Friends.
- The Reverend Horton Heat, en su álbum de 1990 Smoke 'Em If You Got 'Em, grabó "Marijuana", que guarda una gran semejanza con "Tequila".
- Dámaso Pérez Prado versionó el tema.
- Bad Manners incluyó una versión del tema en su álbum Loonee Tunes!
- The Tony Levin Band publicó una versión de la canción en su álbum de 2002 Pieces of the Sun, la misma apenas se asemeja a la original.
- El dúo español Azúcar Moreno, la incluyó en su álbum de 2002 Únicas, adquiriendo un gran éxito.
- La banda de rock estadounidense Toto la interpretó varias veces durante su gira de su álbum The Seventh One en 1988.
- David Sanborn versionó el tema en su álbum de 2003 Time Again.[2][3]
- Uno de los temas musicales de batalla del RPG EarthBound es similar a esta canción.
- La banda de ska punk Reel Big Fish interpretó humorísticamente una parte de la canción como introducción de su canción "Beer" en su gira de 2011 con Streetlight Manifesto.
- El guitarrista de smooth jazz George Benson versionó esta canción en su álbum de 2011 Guitar Man.
- Paul McCartney ha versionado el tema en varias ocasiones.
- Ciro Fogliatta versionó este tema en su álbum de 1969 Música para el amor joven.

## En la cultura popular
Esta canción se interpreta en múltiples programas televisivos y películas, entre otras:
- La serie de TV de los años 1970 Happy Days utiliza este hit en varias ocasiones, en particular cenas.

- En la película de 1985 La gran aventura de Pee-Wee, el protagonista tiene un altercado con varios motociclistas y después procura aplacarlos danzando "Tequila" muy graciosamente al ritmo de una rocola.
- En la película de 1986 Peggy Sue Got Married de Francis Ford Coppola, ponen la canción para ambientar que Peggy Sue estaba en los 1960s.
- En la película de 1990 Las tortugas ninja, Michelangelo y Donatello bailan "Tequila" pero con la letra de "Ninjitsu".
- En Jo jeeta wohi sikandar de 1993 también se escucha, durante una pelea de los rajputs y xavier, colegios del pueblo
- En la película de 1993 The Sandlot, los niños cabalgan con la música de fondo de "Tequila", pero terminan vomitando por haber masticado tabaco.
- The Weather Channel ocasionalmente utiliza esta melodía para los segmentos de pronósticos locales.
- La canción "Está llegando la banda" ("The band is arriving") usa el sample de "Tequila". "Está llegando la banda" se usa habitualmente en los partidos de fútbol de la Federación Mexicana de Fútbol.
- Terrorvision usa las partes principales de la melodía de esta canción como base de su canción de 1998 llamada "Tequila".
- El programa de entretenimientos de América "3x3" (2002) conducido por Héctor Larrea, utilizó la versión de la canción de Azúcar Moreno.
- En la miniserie de Televisión Nacional de Chile Bim Bam Bum (2013) aparece de forma algo anacrónica en una escena, la cual se desarrolla en enero de 1957, un año antes de que la canción se estrenara.